# Quintus Sextius le Père
Pour les articles homonymes, voir Sextius et Sextii.
Quintus Sextius le Père (en latin : Quintus Sextius Pater) est un philosophe romain actif vers -50 et célébré par Sénèque, qui l'admire. 

## Biographie
Ayant ouvert une école de philosophie combinant les enseignements des néopythagoriciens et des stoïciens, Sextius a tantôt été considéré comme appartenant à l'un ou à l'autre de ces courants. Sénèque le décrit comme un stoïcien, mais mentionne que Sextius lui-même refuse cette qualification. Toujours d'après Sénèque, Sextius serait issu d'une famille illustre, et aurait décliné un siège de sénateur que lui aurait offert Jules César. Il se soumettait à un scrupuleux auto-examen quotidien, et s'abstenait de manger toute nourriture d'origine animale.
Il eut comme élèves, outre son propre fils, Fabianus, le maître de Sénèque, et le grammairien L. Crassicius. Il enseignait en grec.
Son fils, Quintus Sextius le Fils, lui succède à la tête de son école, et certains l'ont identifié à Sextius Niger, auteur d'un traité sur la pharmacologie. La Chronique de saint Jérôme, qui complète celle d'Eusèbe de Césarée mentionne un Xystus Pythagoricus philosophus. Il est également mentionné par Plutarque et Pline l'Ancien. Sénèque écrit vers 65 que cette école était fermée.
Les Sentences de Sextus le Pythagoricien, un texte incomplet de la bibliothèque de Nag Hammadi, ont quelquefois été attribuées à Sextius.

## Source
- (en) Cet article est partiellement ou en totalité issu de l’article de Wikipédia en anglais intitulé « Quintus Sextius » (voir la liste des auteurs).